# Glen D. Hardin
Glen D. Hardin, född 18 april 1939 i Wellington, Texas, var pianist i Elvis Presleys band under 1970-talet. Han spelade med Elvis så gott som till Presleys död. Han har i Sverige turnerat med The Cadillac band (TCB), och varit med dem 2008 på en julshowsturné samt en turné 2009, med en del tv-framträdanden. Tommy Blom (Tages) fick ett TCB-smycke av Glen D Hardin på scen.
Efter Buddy Hollys död år 1959 spelade Hardin i elva år med Hollys gamla band The Crickets utan att räknas som en permanent medlem i bandet.